# Charlotte Jacobs

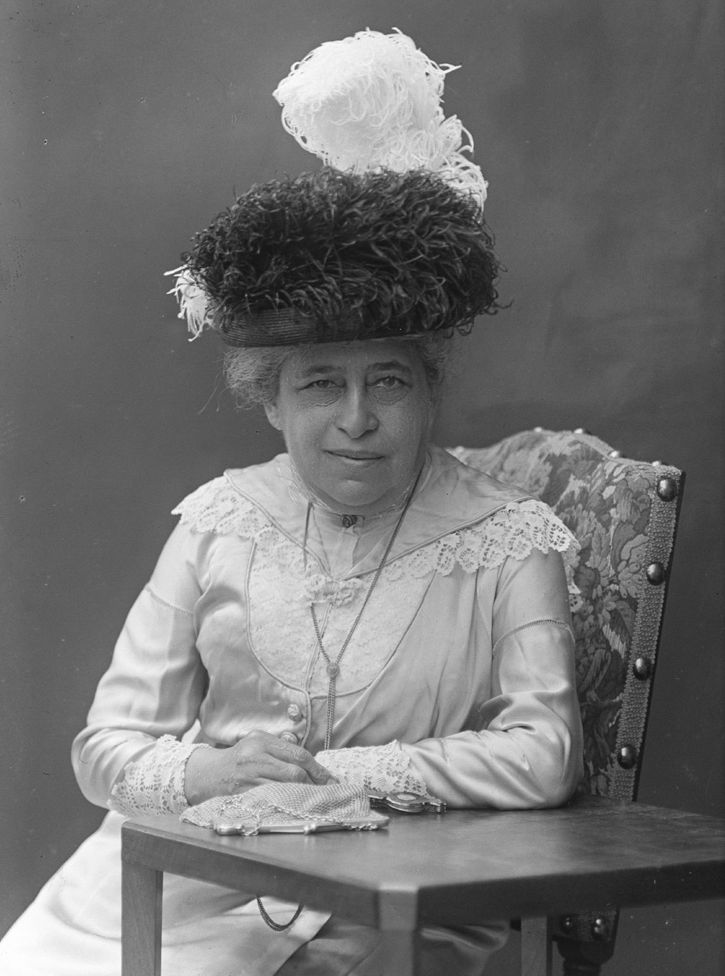
Charlotte Jacobs, 1. Dezember 1913

Charlotte Jacobs (* 13. Februar 1847 in Sappemeer; † 31. Oktober 1916 in Den Haag) war eine Frauenrechtlerin und die erste Frau der Niederlande, die als Apothekerin arbeitete. Nach ihrer jüngeren Schwester Aletta Jacobs war sie die zweite niederländische Universitätsstudentin und eröffnete 1890 in Batavia als erste Frau in Niederländisch-Indien eine eigene Apotheke. Im Dezember 1908 rief sie in Niederländisch-Indien eine Abteilung der Vereinigung für das Frauenwahlrecht ins Leben. Als Mitbegründerin des SOVIA (kurz für Studiefonds voor Opleiding van Vrouwelijke Inlandsche Artsen) ermöglichte sie indonesischen Frauen die Ausbildung zur Ärztin und Krankenschwester.

## Jugend und Ausbildung
Charlotte Jacobs war das fünfte von insgesamt elf Kindern. Ihre Eltern Anna de Jongh und Abraham Jacobs hatten beide jüdische Wurzeln. Abraham praktizierte als Chirurg und Geburtshelfer. Zu Charlottes jüngeren Geschwistern gehörten die spätere Ärztin Aletta Jacobs und die spätere Lehrerin Frederika Jacobs.
Charlotte besuchte zunächst die Grundschule und ab dem Jahr 1859 die Näh- und Strickschule der Wohltätigkeitsorganisation Maatschappij tot Nut van 't Algemeen, kurz ’t Nut genannt. Von 1869 bis 1873 führte sie ihrem Bruder Sam, der in Arnhem eine Apotheke eröffnet hatte, den Haushalt und kehrte erst nach seiner Hochzeit nach Hause zurück. Ihre Schwester Aletta hatte in dieser Zeit bereits ein Studium der Medizin begonnen und auch Charlotte interessierte sich für eine medizinische Laufbahn.

## Karriere
Mit Hilfe ihres Vaters bereitete sich Charlotte auf eine Lehre als Apothekerin vor. Am 16. Juli 1874 bestand sie Leeuwarden ihre Prüfung und kehrte anschließend in die Apotheke ihres Bruders Sam zurück. Dort arbeitete sie zunächst als Assistentin und besuchte ab September 1875 im Alter von 28 Jahren die Hogereburgerschool in Sappemeer, um dort Unterricht in Chemie zu nehmen. Da sie unverheiratet war, wurde sie in der Schülerliste als „Fräulein Jacobs“ geführt.
Am 8. Oktober 1877 schrieb sie sich an der Reichsuniversität Groningen für ein Studium der Pharmazie ein und legte 1879 in Amsterdam die Prüfung zur Apothekerassistentin ab.  Praktische Erfahrungen sammelte Charlotte in der ehemaligen Apotheke ihres Bruders Sam, der inzwischen in die damalige Kolonie Niederländisch-Indien gereist war und in einer Amsterdamer Apotheke. Auch ihre Eltern lebten mittlerweile in der Hauptstadt. Ohne an einer der Universitäten Amsterdams immatrikuliert zu sein, besuchte Charlotte mehrere Vorlesungen. Am 14. März 1881 legte sie die theoretische und am 25. Juni 1881 die praktische Pharmazieprüfung ab. Allerdings war es ihr nicht möglich zu promovieren, da der Arzt, Professor Plugge, einen Mann zu seinem Assistenten wählte. Am 1. April 1882 erhielt Charlotte, zunächst auf sechs Monate befristet, die Stelle der zweiten Apothekerin im Krankenhaus Utrecht, die nach Ablauf dieser Frist in eine Festanstellung umgewandelt wurde.
Im März 1884 reiste Charlotte nach Niederländisch-Indien, wo ihre Schwester Frederika an einem Mädchengymnasium arbeitete. Charlotte hoffte zunächst, die Stelle ihrer Schwester als Mathematiklehrerin übernehmen zu können, da Frederika aufgrund ihrer Heirat kündigte. Stattdessen erhielt sie die Möglichkeit, ins Geschäft eines dort niedergelassenen Apothekers einzusteigen. Sechs Jahre später eröffnete sie in Batavia ihre eigene Apotheke De Nederlandsche Apotheek Charlotte Jacobs. Für 25 Jahre war Charlotte die geschäftsführende Direktorin und bis zum Jahr 1904 die einzige Frau in Niederländisch-Indien, die diesen Posten bekleidete. Auch suchte sie stets gezielt Frauen für Assistentinnenstellen aus. Dazu inserierte sie in den Niederlanden im Pharmaceutisch Weekblad vakante Stellen und gab Bewerberinnen die Adresse ihrer Schwester Aletta als Kontakt an. Im Jahr 1912 zog sie sich aus der Apotheke zurück, nachdem sie vergeblich versucht hatte, eine Frau für die Nachfolge zu gewinnen.

## Frauenrechtlerin

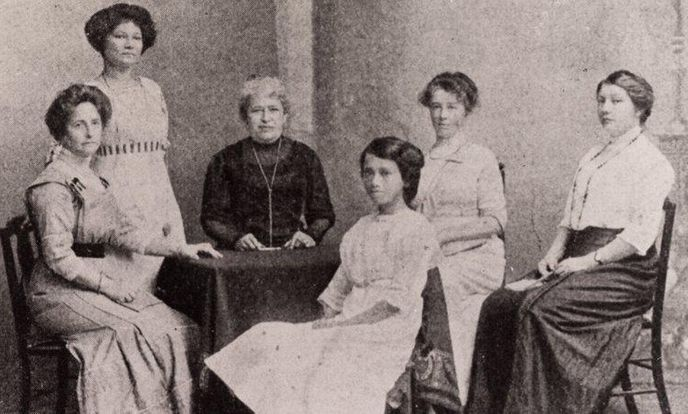
Charlotte Jacobs (3. von links) mit Mitbegründerinnen der SOVIA

Während ihrer Zeit in Niederländisch-Indien gründete Charlotte gemeinsam mit E.J. Heuvelink-Rotgans und der Schriftstellerin Marie C. Kooij-van Zeggelen eine örtliche Mitgliedergruppe der in den Niederlanden aktiven Vereeniging voor Vrouwenkiesrecht, die das Wahlrecht für Frauen forderte. Zunächst besaß die Gruppe 86 Mitglieder, deren Zahl 1909 auf 122 anstieg, darunter mehrere Männer.
Um die Bildung indonesischer Frauen und Mädchen zu fördern, gründete Charlotte 1912 gemeinsam mit Marie van Zeggelen die Stiftung SOVIA (kurz für Studiefonds voor Opleiding van Vrouwelijke Inlandsche Artsen). Diese unterstützte Frauen dabei, die Kosten für die Ausbildung zur Ärztin oder Krankenschwester aufzubringen. Die bekannteste Frau, die von dieser Stiftung profitierte, war Marie Thomas, die erste Ärztin Indonesiens, der Charlotte persönlich geraten hatte, Medizin zu studieren.
1912 kehrte Charlotte zurück in die Niederlande und ließ sich in Den Haag nieder. Hier war sie von 1914 bis 1916 Vorstandsmitglied des Haager Zweigs des Vereins für das Frauenwahlrecht. Auch war sie Teil der Frauenfriedensbewegung. Im Mai 1914 vertrat sie die Niederlande auf dem Treffen des Internationalen Frauenrates in Rom.

## Studienfonds
Am 31. Oktober 1916 starb Charlotte Jacobs mit 69 Jahren. Ihre Einäscherung fand am 4. November in Driehuis-Westerveld statt. Einen Großteil ihres Nachlasses bestimmte sie für die Einrichtung des noch immer existierenden Het Charlotte Jacobs Studiefonds. Zunächst war er für die Studienfinanzierung mittelloser Mädchen in den Niederlanden und in Niederländisch-Indien gedacht. Heute ist es ein allgemeiner Studienfonds für Frauen, die an einer niederländischen Universität studieren wollen und wird von der Vereniging van vrouwen met hogere opleiding (deutsch: Vereinigung von Frauen mit akademischer Bildung) verwaltet.